# Shoreacres, Texas
Shoreacres là một thành phố thuộc quận Harris, tiểu bang Texas, Hoa Kỳ. Năm 2010, dân số của xã này là 1493 người.

## Dân số
- Dân số năm 2000: 1488 người.
- Dân số năm 2010: 1493 người.